# Турнеја Британских и Ирских Лавова по Аргентини 1927.
Турнеја Британских и Ирских Лавова по Аргентини 1927. (службени назив:1927 British Lions tour to Argentina) је била турнеја острвског рагби дрим тима по Аргентини 1927. Ово је било по други пут у повести, да су најбољи рагбисти са острва, посетили Јужну Америку. Најбољи рагбисти Велике Британије и Ирске су на овој турнеји одиграли 9 мечева и забележили 9 победа, притом примивши свега 9 поена. Тада ова екипа није носила назив "Лавови", већ "Велика Британија XV".

## Тим
Стручни штаб
- Тренер Џејмс Бакстер

Играчи
Скрам
- Дејвид МекМин, Шкотска, капитен
- Роџер Вејкфилд, Енглеска
- Валенс, Енглеска
- Ален, Енглеска
- Гранвлин Кофлан, Енглеска
- Томас Губ, Велика Британија
- Труп, Енглеска
- Џејмс Ферел, Ирска
- Коли, Енглеска
- Теодор Пајк, Ирска
- Ло, Енглеска
- Пејн, Ирска

Бекови
- Валенс, Енглеска
- Хамилтон Смит, Енглеска
- Роберт Кели, Шкотска
- Едвард Тејлор, Шкотска
- Карл Арволд, Енглеска
- Питер Дути, Шкотска
- Ернест Хамет, Енглеска
- Соби, Енглеска
- Џулс Малфрој, Велика Британија
- Роџер Спонг, Енглеска
- Вилсон, Енглеска

## Утакмице
| Утак. | Тим                 | Резултат | Тим    |
| ----- | ------------------- | -------- | ------ |
| 1.    | Англо-Аргентинос    | 0:27     | Лавови |
| 2.    | Сан Исидро          | 0:14     | Лавови |
| 3.    | Аргентина           | 0:37     | Лавови |
| 4.    | Комбиновани тим     | 0:24     | Лавови |
| 5.    | Аргентина           | 0:46     | Лавови |
| 6.    | Комбиновани тим     | 3:44     | Лавови |
| 7.    | Аргентина           | 3:34     | Лавови |
| 8.    | Комбиновани клубови | 3:29     | Лавови |
| 9.    | Аргентина           | 0:43     | Лавови |

### Генерални учинак
| Одиграно утакмица | Победа Лавова | Нерешено | Пораз Лавова |
| ----------------- | ------------- | -------- | ------------ |
| 9                 | 9             | 0        | 0            |

| Победник турнеје 1927.         |
| ------------------------------ |
| Британски и ирски лавови (4-0) |

## Статистика
Највише поена против Аргентине
Ернест Хамет 40 поена